# Tommy Westlund
Tommy Westlund, född 29 december 1974, är en före detta professionell ishockeyspelare.

## Karriär

### Sverige
Han gjorde 50 mål på 96 grundseriematcher i Brynäs IF mellan 1996 och 1998. Efter den fina säsongen 1997-1998 blev han uttagen till det svenska landslaget Tre Kronor, som vann VM-guld 1998. Tommy fick endast medverka i en match då många NHL förstärkningar anlände under turneringens gång.

### NHL
Säsongen 1998/1999 skrev Westlund på ett NHL kontrakt med Carolina Hurricanes. Första säsongen blev det spel enbart i farmarligalaget Beast of New Haven. I början av säsongen 1999/2000 debuterade Westlund i Carolina Hurricanes, där han lite förvånande kom att bli en defensiv forward under 4 säsonger. Den forna stor-målskytten gjorde endast 9 mål på 203 NHL-matcher i grundserien. Säsongen 2001/2002 spelade han i finalen om Stanley Cup med Carolina Hurricanes. Man förlorade dock finalserien mot Detroit Red Wings. Säsongen efter hade Westlund svårt att ta plats i laget och det blev mestadels spel i farmarligan.

### Tillbaka i Elitserien
Säsongen 2003/2004 återvände han till Elitserien och spelade då i Leksands IF. Där blev det spel i 14 matcher innan han drabbades av en skada i handen, som var så illa att han tvingades sluta karriären.

## Klubbar
- Avesta BK 1992-1995
- Brynäs IF 1995-1998
- Beast of New Haven 1998-1999
- Carolina Hurricanes 1999-2003
- Lowell Lock Monsters 2002-2003
- Leksands IF 2003-2004